# Elisabeth Dons
Elisabeth Caroline Cathrine Dons (Bjergsted, 19 aprile 1864 – Taarbæk, 1942) è stata un mezzosoprano e soprano danese, ricordata come una della maggiori cantanti liriche danesi degli anni 1890.

## Biografia
Nata a Bjergsted, studiò all'Accademia reale danese di musica sotto la supervisione di Leocadie Gerlach e Sophie Keller. Fu notata da Johan Svendsen, che la invitò a perfezionarsi con Emil Poulsen al Teatro reale danese. Appena ventunenne esordì sulle scene danesi come Azucena ne Il trovatore, ottenendo un grande successo replicato poco dopo come Amneris in Aida; una statua della Dons nel ruolo della principessa egizia fu realizzata da Jens Ferdinand Willumsen ed è conservata nel foyer del Teatro reale danese. Nel 1888 fu insignita del titolo di Kongelige Kammersangere.
Continuò a perfezionarsi a Parigi con Mathilde Marchesi e Désirée Artôt, che le permisero di raggiungere il registro sopranile. Grazie alle nuove capacità vocali cantò con successo come Giulietta in Roméo et Juliette, anche se ottenne recensioni più tiepide per la sua Carmen: il suo aspetto aristocratico non si prestava alla parte. Con il passare degli anni cominciò ad avere difficoltà con il registro acuto e tornò a cantare in ruoli da mezzosoprano o contralto, tra cui la Strega di Endor in Saul e David, e nel 1905 diece il suo addio alle scene come Orfeo nell'Orfeo ed Euridice.